# Rosalía de Castro
Rosalía de Castro (ur. 24 lutego 1837 w Santiago de Compostela, zm. 15 lipca 1885 w Padrón) – poetka i pisarka hiszpańska.
Jedna z najwybitniejszych przedstawicielek hiszpańskiej poezji doby postromantycznej. Pisała w językach kastylijskim i galicyjskim. Była żoną historyka Manuela Martínez Murguíi (1833–1923), czołowego przedstawiciela galicyjskiego odrodzenia narodowego. Jej najważniejsze utwory to powieści La hija del mar (Córka morza, 1859), El caballero en las botas azules (Mężczyzna w niebieskich butach, 1867) oraz tomy poezji: La Flor (Kwiat, 1857), Cantares gallegos (Pieśni galicyjskie, 1863), Follas novas (Świeże liście, 1880) – oba w języku galicyjskim oraz En las orillas del Sar (Nad brzegami rzeki Sar, 1884). W Polsce praktycznie nieznana poza drobnymi fragmentami Cantares gallegos. W Hiszpanii, a szczególnie w Galicji, do dziś uważana jest za narodowego wieszcza.